# Bataljon

Grafische voorstelling van een infanteriebataljon op een militaire kaart volgens de NAVO conventie

Een bataljon is een legereenheid die zelfstandig kan opereren. Het bestaat afhankelijk van zijn opdracht en niveau van operationaliteit uit 400 tot 2000 militairen. 
Een bataljon is steeds gespecialiseerd: infanterie, cavalerie, genie, artillerie, verbindingstroepen of logistiek. Een bataljon bestaat uit meerdere compagnieën. Iedere compagnie is verder onderverdeeld in pelotons. 
Sommige bataljons zijn dermate gespecialiseerd dat zij in secties aan andere eenheden worden toegevoegd (detachementen).
Aan het hoofd van een bataljon staat gewoonlijk een kolonel of luitenant-kolonel. Een bataljon maakt zelf deel uit van een regiment, een brigade of een divisie.

## Nederlandse Landmacht

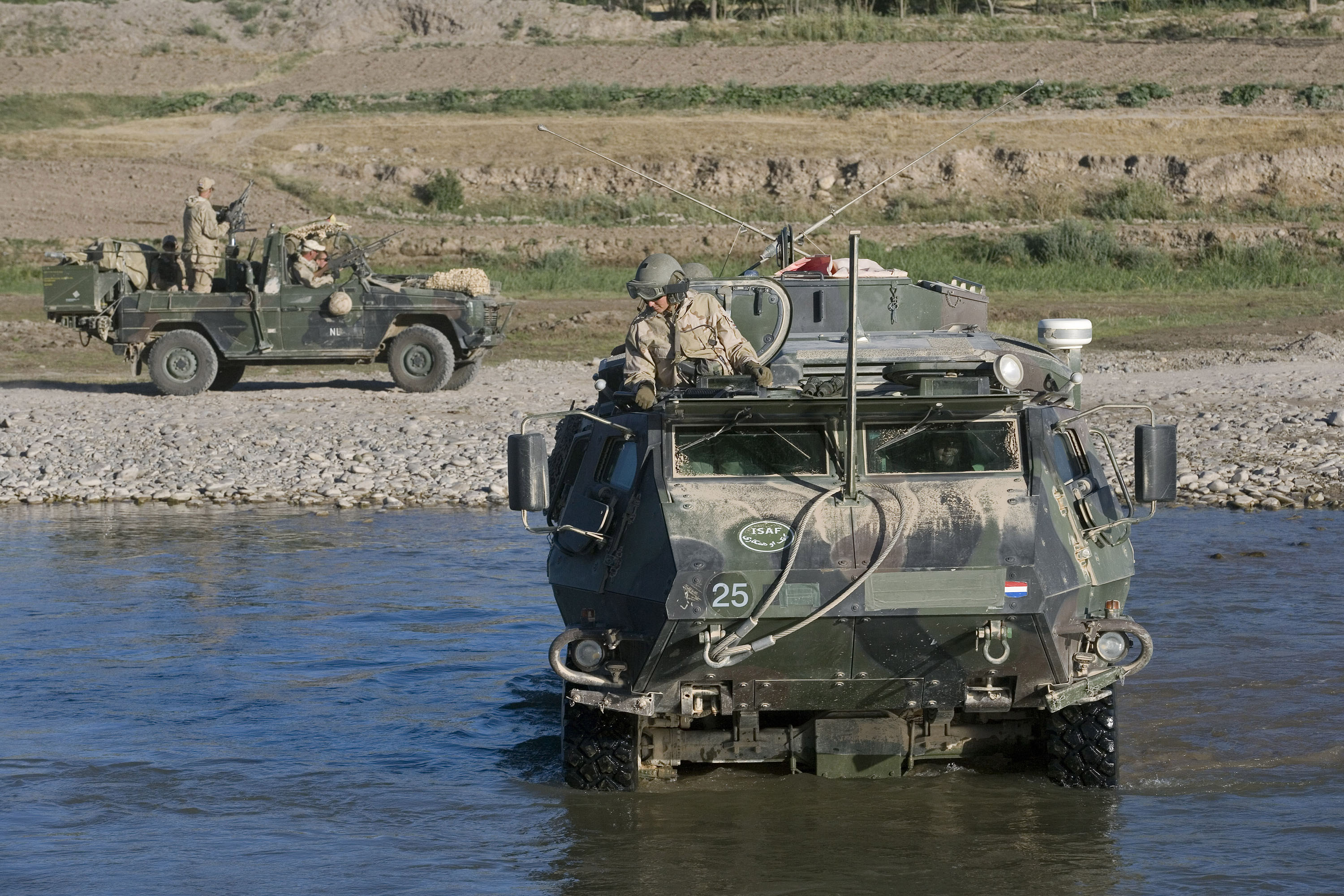
Voertuig van een Nederlands infanteriebataljon steekt in Afghanistan een rivier over

- Infanterie: een pantserinfanteriebataljon omvat gewoonlijk een staf- en verzorgingscompagnie, drie compagnieën pantserinfanterie en een ondersteuningscompagnie voorzien van 3 groepen lichte mortieren 81mm en 2 peloton(s) antitank (GILL) . Bij de artillerie heet het equivalent van een bataljon een afdeling.
- De gevechtscompagnieën zijn samengesteld uit (eventueel gemechaniseerde) infanterie, genie of tanks. In het laatste geval spreekt men dan van een tankeskadron. Ook zijn er bataljons met een ondersteunende taak: bijvoorbeeld Bevoorrading en Transport of Verbindingen.
- Nederland stelt ten behoeve van vredestaken, al of niet onder toezicht van de Verenigde Naties, permanent vier bataljons beschikbaar. Dit kan ook onder vorm van een squadron van de Koninklijke Luchtmacht of een fregat van de Koninklijke Marine.
- Een infanteriebataljon, logistiek bataljon, gevechtssteunbataljon en Mariniersbataljon hebben een bataljonsstructuur. Het heeft gewoonlijk de volgende samenstelling:
  - Bataljonsstaf
    - Commandant
    - Plaatsvervangend Bataljonscommandant
    - Bataljonsadjudant

  - Algemene dienst
    - personeelssectie
    - inlichtingensectie
    - operatieënsectie
    - Materiaalsectie
    - verbindingssectie

  - Staf compagnie
    - Staf
    - Administratie groep
    - Medische groep
    - Verbindingspeloton
    - Bevoorradingspeloton

  - 3 Infanteriecompagnieën
  - Ondersteuningscompagnie
    - Staf
    - Verkenningspeloton
    - Mortierpeloton
    - Antitankpeloton

## Belgisch Leger
In het Belgisch leger bestaat een bataljon in het algemeen uit Staf een Compagnie Staf & Dienst, en drie gevechtscompagnies, en is zo (in principe) een 650 militairen sterk. Een compagnie noemt men bij de cavalerie en verkenning een eskadron en bij de artillerie een batterij.
"In leiding van een bataljon"
- Staf
- Compagnie Staf & Dienst
- 1e Compagnie
- 2e Compagnie
- 3e Compagnie